# Вилхелм III (Аквитания)
Вилхелм / Гийом/ III (на френски: Guillaume III de Poitiers, Guillaume Tête d'Etoupe, на немски: Wilhelm III Werghaupt, на латински: Caput stupe; * 900, † 3 април 963) от род Рамнулфиди, е от 935 до 963 г. херцог на Аквитания и като Вилхелм I граф на Поатие, Лимож и Оверн.

## Живот
Той е най-възрастният син на херцог Ебал Манцер († 934) и го последва след смъртта му като граф на Поату.
Вилхелм е враг на Робертините, чийто крал Хуго Велики взема през 936 г. Поатие. През 938 г. той превзема Поатие обратно. След смъртта на Хуго Велики титула херцог преминава към неговия син, Хуго Капет, но той никога не се опитва да завоюва Аквитания. В 959 година крал Лотар признава Гийом за граф на Херцогство Аквитания, а през 962 година за херцог на Аквитания.
Малко преди смъртта си Вилхелм става монах в абатството Saint-Cyprien в Дордона, където е погребан.

## Брак
Вилхелм III се жени през 935 г. за Герлок – Адел († сл. 969), дъщеря на херцог Ролон на Нормандия и Попа от Bayeux. Те имат децата:
- Вилхелм IV Желязната ръка (* 937, † 995/996), херцог на Аквитания
- Аделхайд Аквитанска (* 950, † 15 юни 1006), съпруга от 968 г. на Хуго Капет († 996), от 987 г. крал на Франция.
- дъщеря; мъж: от ок. 972 Жилбер I (ок. 951 – 990), граф де Руси